# Glaxnimate
Glaxnimate est un logiciel libre de conception d'animation vectorielle sous licence GPL, fondé autour du format Lottie, mais gérant différents autres formats vectoriels, bitmap et vidéo.
Il est développé par Mattia Basaglia, également auteur de Knotter.
Il est en deux parties :
D'une part une interface graphique permettant de réaliser des animations, gérant types d'interpolations, et différents calques. 
D'autre part une bibliothèque en langage Python, pour leur manipulation ou création par script.
Parmi ses fonctionnalités, on peut citer le texte sur la gestion du texte sur chemin (anglais : Text on path), ou des modificateurs de répétition, l'animation suivant un chemin.

Il permet également l'import et l'export de différents formats d'images bitmap fixes (unique ou en en séquence) ou animées (gif) ou vidéos, (avec possibilité de les vectoriser), ou encore vectoriels (tels SVG animé, Lottie, Rive), son sous format TGS, utilisé par le logiciel de messagerie instantanée, Telegram, ou encore différents formats vidéos supportés par FFmpeg
Il est possible de l'intégrer dans des logiciels d'édition vidéo non-linéaire, via la bibliothèque MLT. C'est le cas de Kdenlive et Shotcut,.